# Jean-Charles Geslin
Pour les articles homonymes, voir Geslin.
Jean-Charles Geslin, né le 13 mars 1814 à Paris et mort le 7 août 1887 dans la même ville, est un peintre français.

## Biographie
Jean-Charles Geslin est le fils de Joseph Geslin et de Charlotte Julie Callet (1782-1860).
Élève de François Édouard Picot et de Félix Callet, il expose au Salon de 1841 à 1878.
Il meurt célibataire à son domicile de la rue La Condamine à l'âge de 73 ans. Il est inhumé au cimetière parisien de Saint-Ouen.

## Œuvres exposées aux Salons parisiens
- Intérieur de l'abbaye Saint-Denis, abside, au Salon de 1841
- Vue de l'appartement qu'occupait Agrippine, au Salon de 1842
- Vue intérieure du palais de Néron à Rome, au Salon de 1843
- Vue prise dans le Forum romain (Campo-Vaccino), au pied de l'arc de Septime Sévère ; effet de clair de lune, au Salon de 1846
- Vue de la place de la Concorde, au Salon de 1847
- Ensemble des ruines de Poestum, au Salon de 1847
- Campagne de Rome ; ruines des aqueducs de Claude ; Monte-Cave, route de Rome à Naples, au Salon de 1848
- Vue du temple de Vesta ; la Fortune virile ; la maison de Nicolaüs (Rome), au Salon de 1848
- Ruines du temple de Sérapis, à Puzzuoli, près de Naples, au Salon de 1848
- Promulgation de la Constitution de la République française, le 12 novembre 1848, au Salon de 1850
- La Rue des Tombeaux, à Pompéia ; clair de lune, au Salon de 1850
- Projet : Bains publics par ablution, au Salon de 1850
- Plan, élévation et coupe des bains Programme. Vue d'une stalle, esquisse avec lavoir, au Salon de 1850
- Source d'eau minérale ferrugineuse près Pornic (Loire-Inférieure), au Salon de 1852
- Vue du Forum romain ; état actuel, au Salon de 1855
- Ruines de Poestum, au Salon de 1855
- Les Cagnards de l'Hôtel-Dieu vus du chemin de halage, sous le Petit-Pont, au Salon de 1878, aquarelle
- La Fontaine de l’Observatoire, vue de la grande avenue, au Salon de 1878, dessin à la plume